# Андриян Гайдарски
Андриян Александров Гайдарски е български футболист, офанзивен полузащитник. Играл е за Спартак (Плевен), Павликени, Етър, Олимпик (Тетевен) (по-рано Олимпик (Галата)) и Ботев (Враца). През 1999 г. става втори реализатор на Б група с 15 гола след Филип Теофоолу, който е с 22 гола. Шампион на България и носител на Купата на БФС през 1991 г. с Етър, носител е и на Купата на ПФЛ през 1995 г. За КЕШ е изиграл 2 мача за Етър.Tреньор на Олимпик (Тетевен).

## Статистика по сезони
- Спартак (Плевен) – 1985/86 - A РФГ, 3 мача/0 гола
- Павликени – 1988/89 - Б РФГ, 30/5
- Павликени – 1989/90 - Б РФГ, 38/18
- Етър – 1990/91 - A РФГ, 19/1
- Етър – 1991/92 - A РФГ, 25/5
- Етър – 1992/93 - A РФГ, 27/6
- Етър – 1993/94 - A РФГ, 23/5
- Етър – 1994/95 - A РФГ, 17/3
- Олимпик (Галата) – 1995/96 - Б РФГ, 28/5
- Олимпик (Галата) – 1996/97 - Б РФГ, 24/3
- Олимпик (Тетевен) – 1997/98 - A РФГ, 27/3
- Ботев (Враца) – 1998/ес. - Б РФГ, 15/8
- Олимпик (Тетевен) – 1999/пр. - Б РФГ, 14/7
- Олимпик (Тетевен) – 2000/01 - В РФГ, 14/3
- Олимпик (Тетевен) – 2001/02 - В РФГ, 21/6
- Олимпик (Тетевен) – 2002/ес. - Б РФГ, 3/0
- Олимпик (Тетевен) – 2003/ес. - Б ОФГ, 1/0
- Олимпик (Тетевен) – 2004/ес. - Б ОФГ, 7/2
- Олимпик (Тетевен) – 2005/06 - А ОФГ, 17/4